# ヴァイオレーター
『ヴァイオレーター』 (Violator)はイギリスの音楽グループ、デペッシュ・モードの7thアルバム。1990年3月19日発売。
『ローリング・ストーン』誌が選んだ「歴代最高のアルバム500選」（2020年版）において167位に選ばれている。

## 制作
マーティン・ゴアは「僕たちの'90年代最初のレコードは今までとちょっと違うものにすべきだと思った」と発言しており、プロデューサーにはフラッドが起用され、フラッドは技術上のノウハウをバンドに与え、アラン・ワイルダーはアレンジと楽曲の骨組み作りを担当した。レコーディングは1989年の5月から翌1990年まで、イタリアやデンマーク、イングランド、アメリカなど世界各国で行われた。

## 商業的成功
アルバムからのファーストシングル「パーソナル・ジーザス」やアメリカ、イギリスにおいてトップ10入りを果たした「エンジョイ・ザ・サイレンス」の大ヒットの後押しもあり、本作ヴァイオレーターによりバンドは世界的トップバンドへの道を歩むことになる。その後カットされた2枚のシングル「ポリシー・オブ・トゥルース」、「ワールド・イン・マイ・アイズ」も同様にヒットを飛ばし、アルバムはビルボードで最高7位を記録。アメリカだけでも350万枚を売り上げるなど、バンドで初めてアメリカでミリオンセラーとなった本作はバンド史上最大のヒット作となった。プレスや評論家もアルバムの完成度の高さを絶賛し、名実ともにバンドの代表作となった。
ロサンゼルスで行われたサイン会では1,2千人ほどが集まると予測されていたが、最終的には2万人が押し寄せ暴動寸前の混乱状態となり、セキュリティ上の問題からやむなくサイン会を中止せざるを得なくなるなど、一部で熱狂的なファンも生まれるようになった。

## 収録曲
全曲マーティン・ゴアによる作詞作曲
1. ワールド・イン・マイ・アイズ / World in My Eyes - 4:26
2. スウィーテスト・パーフェクション / Sweetest Perfection - 4:43
3. パーソナル・ジーザス / Personal Jesus - 4:56
4. ヘイロー / Halo - 4:30
5. ウェイティング・フォー・ザ・ナイト / Waiting for the Night - 6:07
6. エンジョイ・ザ・サイレンス / Enjoy the Silence - 6:12
  1. Crucified - 1:52 ※隠しトラック
7. ポリシー・オブ・トゥルース / Policy of Truth - 4:55
8. ブルー・ドレス / Blue Dress - 5:41
  1. Interlude - 1:23 ※隠しトラック
9. クリーン / Clean - 5:32

## 参加ミュージシャン
- デイヴ・ガーン - リードボーカル、コーラス (#2)、ギター (Crucified)
- マーティン・ゴア - キーボード、ギター、コーラス、リードボーカル (#2, #8)
- アンディ・フレッチャー - ヴォコーダー (Crucified)
- アラン・ワイルダー - キーボード、ベースギター (#9)、ドラムス (#9)、コーラス、プログラミング

### その他
- Nils Tuxen - ペダルスティールギター (#9)